# Oligolectisme

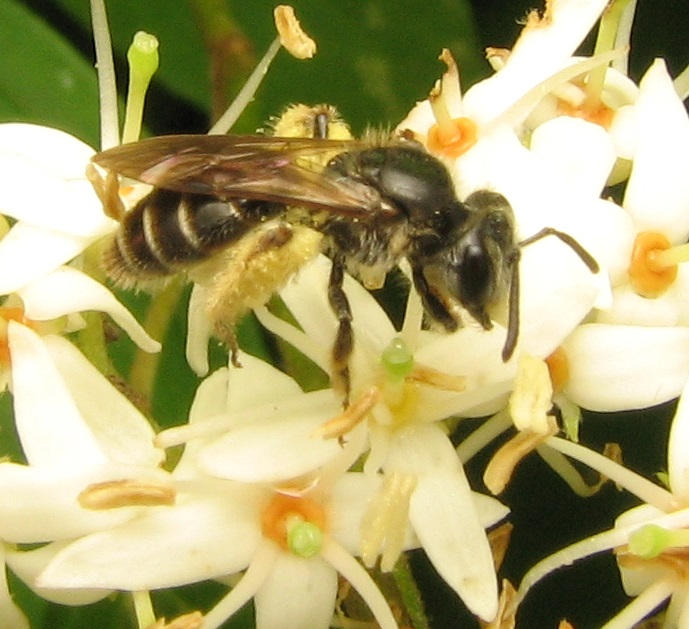
une abeille butinant une fleur.

L'oligolectisme (du grec ὀλίγος oligos « peu abondant » et λέγειν legein « collecter ») est, en écologie de la pollinisation, le comportement des espèces d'abeilles qui butinent de manière spécialisée un seul type de pollen, typiquement un seul genre de plantes à fleur.
La spécialisation peut s'étendre occasionnellement à plusieurs genres d'une même famille, ou se réduire à une seule espèce (monolectisme). Oligolectisme et monolectisme s'opposent au polylectisme des abeilles qui butinent toutes les fleurs.
Ces espèces d'abeilles sont souvent appelées oligolectiques (ou oligolectes), ou plus, simplement « pollinisateurs spécialisés » bien que ce dernier terme s'applique plus étroitement aux espèces monolectes.
Ce comportement est particulièrement fréquent chez les Andrènes et les Halictes.

## Origines
La plupart des tentatives d'en déterminer les causes suggère une limitation des capacités d'apprentissage et de perception des abeilles adultes (c'est-à-dire qu'elles ne reconnaissent pas les autres fleurs comme sources de nourriture potentielles), plutôt qu'une incapacité des larves à digérer et se développer sur d'autres types de pollen. Cependant, quelques plantes dont le pollen est toxique (comme les Zigadenus) sont butinées par les abeilles oligolectiques, ce qui ramène à la seconde hypothèse.